# Heliura gigantea
Heliura gigantea är en fjärilsart som beskrevs av Druce 1900. Heliura gigantea ingår i släktet Heliura och familjen björnspinnare. Inga underarter finns listade i Catalogue of Life.